# تلسکوپ بین‌المللی آینه مایع
تلسکوپ بین‌المللی آینه مایع یک تلسکوپ ۴ متری واقع در اوتاراکند، هند است. این تلسکوپ نخستین تلسکوپ آینه مایع برای نجوم در آسیا و بزرگ‌ترین تلسکوپ آینه مایع در آسیا محسوب می‌شود.

## تاریخچه
در ۲ ژوئن ۲۰۲۲، این تلسکوپ اولین نور اولین نور خود را مشاهده کرد. در ۱۲ ژوئن ۲۰۲۲، به صورت آنلاین فعالیت خود را آغاز کرد. در ۲۱ ژوئن ۲۰۲۲، آماده مشاهده شد. در ۲۱ مارس ۲۰۲۳، توسط جیتندرا سینگ افتتاح شد.

## مکانیزم
این تلسکوپ از جیوه عنصری به عنوان سطح آینه خود استفاده می‌کند. جیوه حول محور تلسکوپ چرخانده می‌شود و به دلیل نیروی گریز از مرکز، شکل بازتانده سهمی به خود می‌گیرد تا نور ورودی را متمرکز کند.